# Saint-Étienne-Roilaye
Saint-Étienne-Roilaye è un comune francese di 335 abitanti situato nel dipartimento dell'Oise della regione dell'Alta Francia.

## Società

### Evoluzione demografica
Abitanti censiti